# ماتيوس نوغويرا دا سيلفا
ماتيوس نوغويرا دا سيلفا هو لاعب كرة قدم برازيلي في مركز حراسة المرمى، ولد في 8 أغسطس 1986 في ساو باولو في البرازيل. لعب مع نادي فيروفياريا.

## وصلات خارجية
- ماتيوس نوغويرا دا سيلفا على موقع قاعدة بيانات كرة القدم.إي يو (الإنجليزية)
- ماتيوس نوغويرا دا سيلفا على موقع Soccerway.com (الإنجليزية)